# Prosaptia venulosoides
Prosaptia venulosoides är en stensöteväxtart som först beskrevs av Edwin Bingham Copeland, och fick sitt nu gällande namn av Barbara S. Parris. Prosaptia venulosoides ingår i släktet Prosaptia och familjen Polypodiaceae. Inga underarter finns listade.